# Диагностичен и статистически наръчник на психичните разстройства
Диагностичният и статистически наръчник на психичните разстройства или ДСН (английски: Diagnostic and Statistical Manual of Mental Disorders, често абревиирано просто като DSM), изготвян и публикуван от Американската психиатрична асоциация (АПА), е американска система за класификация на психичните разстройства, която се използва международно. Тя осигурява общ език и стандартни критерии за класификация на психичните разстройства. Използва се в САЩ и в различна степен по целия свят, в т.ч. и България, от клиницисти, изследователи, агенции за регулация на психиатричните лекарства, компании за здравно застраховане, фармацевтични компании и др. Има пет преработени издания на DSM от неговото първо публикуване през 1952 г. Актуалната понастоящем редакция е ДСН-ІV-ТР. ДСН-5 е публикуван на 18. май 2013 г.

## Издания

### На български
- Американска психиатрична асоциация. (2009). Справочник за диагностичните критерии на ДСН-ІV-ТР. София: Българска психиатрична асоциация/изд. „Изток-Запад“. ISBN 978-954-9854-21-3 / ISBN 978-954-321-500-3